# Sam Long (triathlon)
Pour les articles homonymes, voir Sam Long et Long.
Sam Long né le 23 décembre 1995 à Boulder dans le Colorado aux États-Unis est un triathlète professionnel américain, multiple vainqueur sur triathlon Ironman 70.3 et Ironman.

## Biographie

### Jeunesse et études
Sam Long est né et a grandi à Boulder auprès de ses frères triplés dont il est l'aîné. Son éducation était pleine d'aventures épiques en plein air qui, sans le vouloir, l'ont surement aidé à construire ses capacités d'endurance. A l'âge de 21 ans seulement, il monte sur un podium d'Ironman 70.3, à la deuxième place pour le triathlon longue distance de Calgary au Canada, cette même année 2016 où pour la première fois et par six fois son nom apparaît dans les vingt premiers du calendrier WTC.

### Carrière en triathlon
Sam Long connait sa première victoire lors de l'Ironman 70.3 de Chattanooga le 19 mai 2019. Il remporte son premier Ironman dans la même ville, quatre mois plus tard, avec plus de neuf minutes d'avance sur l'expérimenté Matthew Russell. Sam pratique également le cross triathlon, il prend la deuxième place du Xterra de Beaver Creek en 2021. En août de la même année, il possède six victoires sur longue distance, mais les spécialistes retiendront surtout sa deuxième place à l'Ironman 70.3 de St. George en 1er mai 2021 où le duel avec Lionel Sanders a tourné à l'avantage du canadien vice-champion du monde d'Ironman en 2017 pour seulement six secondes, qui onze jours plus tard poste une vidéo sur internet, parlant de sa plus grosse bataille pour la victoire durant sa carrière.

### Vie privée
Sam Long et ses deux frères Brian et Justin, pesant à la naissance entre 1,3 et 2,3 kilogrammes, se sont battus dans des incubateurs pour entrer dans le monde réel. Sam a pour copain d'entraînement, mais aussi comme idole Ben Hoffman, vice-champion du monde d'Ironman en 2014 à Kailua-Kona, originaire du Colorado comme lui.

## Palmarès
Le tableau présente les résultats les plus significatifs (podium) obtenus sur le circuit international de triathlon depuis 2016,
| Année | Compétition                 | Pays       | Position           | Temps           |
| ----- | --------------------------- | ---------- | ------------------ | --------------- |
| 2024  | Ironman 70.3 à Saint-George | États-Unis | Médaille d'or      | 3 h 39 min 17 s |
| 2024  | Ironman 70.3 Oceanside      | États-Unis | Médaille d'argent  | 3 h 47 min 35 s |
| 2024  | Ironman 70.3 à Pucón        | Chili      | Médaille d'or      | 3 h 46 min 31 s |
| 2023  | Ironman 70.3 à Indian Wells | États-Unis | Médaille de bronze | 3 h 40 min 27 s |
| 2023  | Ironman Maryland            | États-Unis | Médaille de bronze | 7 h 5 min 7 s   |
| 2023  | Ironman 70.3 à Boulder      | États-Unis | Médaille d'or      | 3 h 33 min 23 s |
| 2023  | Ironman 70.3 Gulf Coast     | États-Unis | Médaille d'or      | 3 h 36 min 0 s  |
| 2023  | Ironman 70.3 à Saint-George | États-Unis | Médaille d'or      | 3 h 43 min 5 s  |
| 2022  | Ironman 70.3 à Indian Wells | États-Unis | Médaille d'or      | 3 h 43 min 34 s |
| 2022  | Ironman 70.3 à Gdynia       | Pologne    | Médaille d'or      | 3 h 37 min 55 s |
| 2021  | Xterra Beaver Creek         | États-Unis | Médaille d'argent  | 2 h 6 min 1 s   |
| 2021  | Ironman 70.3 Boulder        | États-Unis | Médaille d'or      | 3 h 37 min 35 s |
| 2021  | Ironman Cœur d'Alene        | États-Unis | Médaille d'or      | 8 h 7 min 40 s  |
| 2021  | Ironman 70.3 St. George     | États-Unis | Médaille d'argent  | 3 h 43 min 1 s  |
| 2020  | Ironman 70.3 Cozumel        | Mexique    | Médaille d'or      | 3 h 42 min 43 s |
| 2019  | Ironman Chattanooga         | États-Unis | Médaille d'or      | 8 h 22 min 20 s |
| 2019  | Ironman 70.3 Victoria       | Canada     | Médaille d'or      | 3 h 55 min 48 s |
| 2019  | Ironman 70.3 Chattanooga    | États-Unis | Médaille d'or      | 3 h 48 min 50 s |
| 2018  | Ironman Louisville          | Brésil     | Médaille d'argent  | 7 h 39 min 21 s |
| 2016  | Ironman 70.3 Calgary        | Canada     | Médaille d'argent  | 3 h 50 min 41 s |